# Siegfried von Osterburg
Siegfried von Osterburg (* vor 1207, † 1238 oder später) (auch Siegfried von Osterburg und Altenhausen) war Graf von Osterburg und entstammte dem nach ihm wohl erloschenen Adelsgeschlecht Veltheim. Er wurde über mehrere Jahrzehnte, zwischen 1207 und 1238, in verschiedenen Urkunden erwähnt. Hauptsächlich trat Siegfried von Osterburg im nördlichen Sachsen-Anhalt, in der Altmark in Erscheinung. Er hatte jedoch weit gestreute Besitzungen, die vom zentralen Sachsen-Anhalt bei Halberstadt bis in das heutige nördliche Niedersachsen und in das Land Brandenburg reichten.

## Leben und Wirken
Das Geburtsdatum und der Geburtsort des Grafen Siegfried von Osterburg sind nicht bekannt. Erstmals überliefert schriftlich erwähnt wurde er in einer Schenkungsurkunde vom 26. Februar 1207, als er in Altenhausen dem Domstift in Stendal eine durch seinen Vater Albrecht gemachte Schenkung bestätigte.
1212 bestätigte der Bischof Friedrich von Halberstadt einen Vergleich über das Dorf Schernebeck zwischen Graf Siegfried von Osterburg und dem Kloster Schöningen. Ebenfalls um 1212 verkaufte Siegfried von Osterburg dem Kloster Hecklingen mehrere Güter in Germersleben.
Am 29. Dezember 1214 schenkte Siegfried dem bei Halberstadt gelegenen Kloster St. Burkard sieben Hufen Land im Ort Adersleben. Im folgenden Jahr wurde er am 27. Dezember als Schwiegersohn des Grafen Bernhard von Wölpe in einer Schenkungsurkunde dieses erwähnt. 1216 bestätigte Bischof Friedrich von Halberstadt weitere Schenkungen, 29 Hufen Land bei Adersleben, die dortige Kirche und ein Wald, entweder an das Halberstädter Kloster St. Jakob oder St. Burkhard.
Laut einer Urkunde des brandenburgischen Bischofs Siegfried von 1220 überschrieb der Ritter Daniel von Mukede im Hochstift Brandenburg als Lehnsnehmer des Grafen Siegfried von Osterburg und Altenhausen dem Hospital des Doms zu Brandenburg vier Hufen Land in Hohenferchesar bei Brandenburg an der Havel.
Am 10. Mai 1225 erneuerte Siegfried in Stendal die von seinem Vater Albrecht gemachte Schenkung an das Domstift zu Stendal. 1230 überließ er laut einer Urkunde, die in Braunschweig ausgestellt wurde, dem Kloster Ebstorf zwei Höfe als Lehen. Am 22. November 1233 vermachte Siegfried von Osterburg einem Kloster Neuendorf sein Besitz im später wüst gefallenen Dorf Vethene in der Gemarkung Staats und am 12. April 1235 überließ er Otto von Braunschweig seine Besitzungen in den Dörfern Dinesdorf und Lengete und im gleichen Jahr seinen Ministerialen Heinrich von Krachow. Im folgenden Jahr trat er eine Vielzahl von Gütern und Ministerialen, so in der Grafschaft Stade, in der Gegend zwischen Salzwedel, Brome und Gardelegen, zwischen Celle und Bremen, an der Aller und an der Weser und bei Walbeck an Otto von Braunschweig ab. 1238 überschrieb Siegfried von Osterburg Dörfer und Besitz in der Altmark dem Abt Gerhard von Werden und Helmstedt. Dies war gleichzeitig die letzte bekannte Nennung des Grafen Siegfried von Osterburg. Es ist davon auszugehen, dass Siegfried von Osterburg keinen männlichen Erben hatte und die Familie mit ihm ausstarb.
Siegfried von Osterburg war mit Sophie von Wölpe (1173–1239) vermählt, der Tochter von Bernhard II. von Wölpe. Sie hatten zwei Söhne, Werner und Siegfried, die jung verstarben, und eine Tochter, wahrscheinlich mit Name Irmgard, welche im Jahr 1234 den Edlen Luthard III. von Meinersen heiratete. Eine weitere Tochter Sophie von Veltheim-Osterburg heiratete Gozmar I. Graf von Kirchberg.